# L'Enchanteur (Watteau)
Pour les articles homonymes, voir L'Enchanteur.
L'Enchanteur est un tableau réalisé entre 1710 et 1716 par le peintre français Antoine Watteau. De format horizontal, cette peinture à l'huile sur cuivre est une fête galante qui représente un guitariste vêtu de rose debout face à deux jeunes femmes assises sous les arbres d'un parc. Acquise en 1835, l'œuvre est conservée avec son pendant, L'Aventurière, au musée des Beaux-Arts et d'Archéologie de Troyes, à Troyes, dans l'Aube, en France.

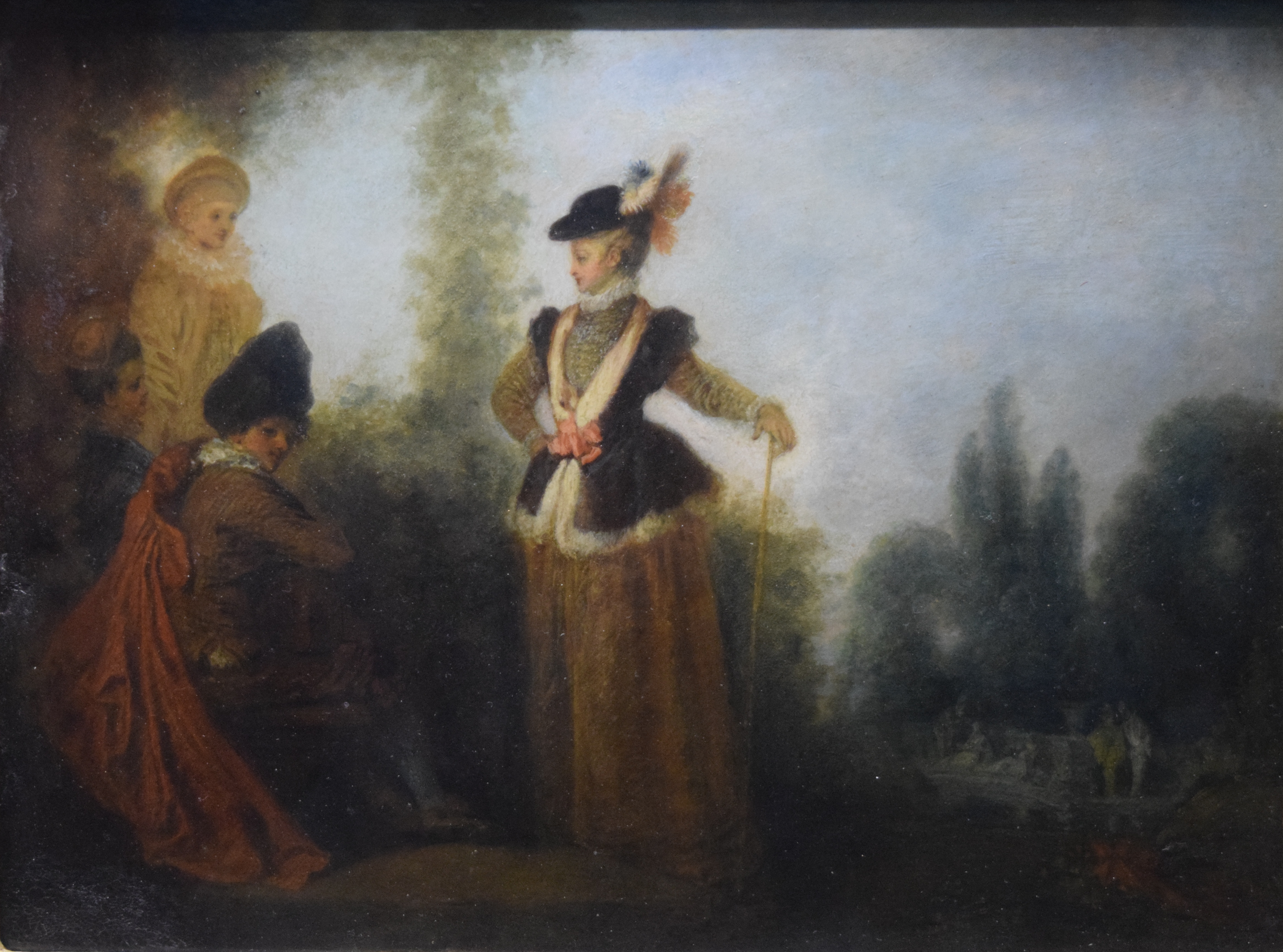
L'Aventurière, 1710-1716 – Musée des Beaux-Arts et d'Archéologie de Troyes, Troyes.
La Leçon d'amour, vers 1716-1717 – Nationalmuseum, Stockholm.